# Mas-des-Cours
Mas-des-Cours – miejscowość i gmina we Francji, w regionie Oksytania, w departamencie Aude.
Według danych na rok 1990 gminę zamieszkiwało 15 osób, a gęstość zaludnienia wynosiła 2 osoby/km² (wśród 1545 gmin Langwedocji-Roussillon Mas-des-Cours plasuje się na 882. miejscu pod względem liczby ludności, natomiast pod względem powierzchni na miejscu 880.).

## Zabytki
Zabytki w miejscowości posiadające status Monument historique:
- most nad rzeką Lauquette (pont sur la Lauquette)